# Bactrocera holtmanni
Bactrocera holtmanni är en tvåvingeart som först beskrevs av Hardy 1974.  Bactrocera holtmanni ingår i släktet Bactrocera och familjen borrflugor. Inga underarter finns listade.